# Marija Stanonik
Marija Stanonik, slovenska literarna zgodovinarka, etnologinja in redna profesorica za slovensko književnost, * 23. maj 1947, Dobračeva pri Žireh.

## Življenje in delo
Osnovno šolo je končala v Žireh, srednjo ekonomsko šolo pa v Kranju. Diplomirala je iz slavistike (A) in etnologije (B) na Filozofski fakulteti Univerze v Ljubljani (1974). Na isti fakulteti je magistrirala iz etnologije z delom Promet v Žireh (1987). V disertaciji (1991) se posveti kontekstualnosti in žanrskemu sistemu narodnoosvobodilnega pesništva. Na Filozofski fakulteti Univerze v Zagrebu je prejela naziv doktor družbenih, humanističnih in teoloških znanosti s področja filologije (1993); pri nostrifikaciji na Filozofski fakulteti v Ljubljani je bil naziv preveden v doktorica literarnih znanosti (1994). Leta 2011 je doktorirala še na ljubljanski Teološki fakulteti.
Od leta 1974 je zaposlena na Inštitutu za slovensko narodopisje ZRC SAZU v Ljubljani, 1994 je bila izvoljena v znanstveno svetnico, leta 1995 pa je začela kot izredna profesorica predavati slovstveno folkloristiko na Filozofski fakulteti v Ljubljani (1998–2009 tudi na Filozofski fakulteti v Mariboru). Leta 2008 je bila izvoljena v redno profesorico. Občasno sodeluje tudi s Fakulteto za družbene vede (podiplomski študij) in z oddelkom za tekstilstvo Naravoslovnotehniške fakultete (raziskovalne naloge o čipkah).
Bila je tudi urednica zbornika Traditiones pri ISN ZRC SAZU (1994–97), od leta 2002 pa izdaja in ureja revijo Slovstvena folkloristika – strokovno glasilo za raziskovanje in zbiranje slovenske slovstvene folklore (COBISS)) pri slovenski konferenci Svetovnega slovenskega kongresa; do leta 2017 je izšlo 18 številk. Zasnovala je zbirko Glasovi, ki pri ČZD Kmečki glas izhaja od leta 1988; v njej je izšlo že več kot deset tisoč folklornih pripovedi iz najrazličnejših koncev slovenskega ozemlja v 55 knjigah (do 2020). Trenutno je nosilka projekta o slovenskih pregovorih. Raziskuje tudi povezanost zgodovine in teorije slovenske slovstvene folklore in njena stičišča z literaturo. V teku je tudi postopna monografska obdelava Žirov z etnološkega in (kulturno)zgodovinskega vidika. Prejela je več priznanj, mdr. leta 2000 Murkovo in Štrekljevo nagrado za leto 2012. Leta 2005 je bila imenovana za častno občanko občine Žiri, 2015 pa za zaslužno znanstvenico ZRC SAZU in izredno članico SAZU, od 2021 pa je redna članica v razredu za filološke in literarne vede SAZU; že od 2020 tudi članica predsedstva SAZU. 
Marija Stanonik teoretično obravnava in zbira ter izdaja slovstveno folkloro, pa tudi slovensko pesnjenje v času druge svetovne vojne in tudi slovenskih vojakov različnih vojska v starejših odbobjih. Zanimajo jo  mitološki in antropološki vidiki folklorizma, predvsem ljudsko slovstvo, tradicija, etnologija.
Leta 1997 je izšla njena pesniška zbirka Raztrgane korenine.

## Izbrana bibliografija (monografije)
- 1987: Promet na Žirovskem, etnološki vidik: od popotne palice do avtomobila. Žiri: Krajevna konferenca SZDL (COBISS)
- 1990: Slovstvena folklora v domačem okolju. Ljubljana: Zavod Republike Slovenije za šolstvo (COBISS)
- 1993: Poezija konteksta I: Pozdravljeno, trpljenje ...
- 1993: Poezija konteksta II: Na tleh leže Slovenstva stebri stari. Ljubljana: Društvo za preučevanje zgodovine, literature in antropologije (Borec) (COBISS)
- 1995: Čebela, žlahtna spremljevalka slovenske kulture: čebela v slovenski kulturni zgodovini, literaturi in slovstveni folklori. Žiri: Čebelarska družina (COBISS)
- 1995: Iz kaosa kozmos: Kontekstualnost in žanrski sistem slovenskega odporniškega pesništva 1941–1945. Ljubljana: Društvo za preučevanje zgodovine, literature in antropologije (Borec: Ecce homo) (COBISS)
- 1997: Štiri matere - ena ljubezen: Zgodba neke družine. Ljubljana: Slovensko etnološko društvo (COBISS)
- 1999: Od setve do žetve: Interpretacija in konkordanca svetopisemskih motivov v slovenski slovstveni folklori. Ljubljana: Družina (COBISS)
- 1999: Slovenska slovstvena folklora (ur.). Ljubljana: DZS (Zbirka Klasje) (COBISS)
- 1999: Poezija konteksta III. Pesnjenje slovenskih prisilnih mobilizirancev v nemško vojsko v drugi svetovni vojni od 1941 do 1945. Slovensko pesništvo pod tujimi zastavami
- 2000: Slovensko pesništvo pod tujimi zastavami: Pesnjenje slovenskih prisilnih mobilizirancev v nemško vojsko v drugi svetovni vojni od 1941 do 1945 (Poezija konteksta III). Celje : Zveza društev mobiliziranih Slovencev v nemško vojsko 1921–1945  (COBISS)
- 2000: Most: antologija pesmi iz druge svetovne vojne, ne glede na to, na kateri strani so se znašli njihovi avtorji (Ur.). Novo Mesto: Dolenjska založba (COBISS)
- 2001: Teoretični oris slovstvene folklore. Ljubljana : Založba ZRC (COBISS)
- 2001: Marija Stanonik, Bela Ljubljana (Zbirka Glasovi), Kmečki glas, Ljubljana.
- 2004: Slovstvena folkloristika: med jezikoslovjem in literarno vedo. Ljubljana : Založba ZRC (COBISS)
- 2006: Procesualnost slovstvene folklore: slovenska nesnovna kulturna dediščina. Ljubljana : Založba ZRC (COBISS)
- 2007: Odpuščam in prosim odpuščanja. Ljubljana: Družina (Zbirka Veliki Slovenci) (COBISS)
- 2007: Slovenska narečna književnost. Maribor: Slavistično društvo (Zbirka Zora) (COBISS)
- 2007: Žiri na meji. Ljubljana : Pegaz International
- 2008: Interdisciplinarnost slovstvene folklore. Ljubljana : Založba ZRC
- 2009. Zgodovina slovenske slovstvene folklore: od srednjega veka do sodobnosti. Ljubljana: Slovenska matica. (COBISS)
- 2011: Literarjenje, kronopisje in rokopisje v teoriji in praksi. Ljubljana : Založba ZRC
- 2012: Folkloristični portreti iz treh stoletij : od baroka do moderne. Založba ZRC
- 2013: Folkloristični portreti iz 20. stoletja : do konstituiranja slovenske slovstvene folkloristike. Založba ZRC
- 2014: Poezija konteksta IV. Slovenska pesem v tujem škornju od dóma do puščavskega peska : Slovensko odporniško pesnjenje pod italijanskim fašizmom (1920-1943) in v Severni Afriki (1943-1945). Mladika: Trst
- 2014: Duhovna poetika (Karla) Vladimirja Truhlarja (1912-1977)
- 2016: Poezija konteksta V. Tih spomin vsem žrtvam boja: diferenciacija in interference v slovenskem pesnjenju med drugo svetovno vojno 1941-1945  Ljubljana : Založba ZRC
- 2017: Etnolingvistika po slovensko. Ljubljana: Založba ZRC
- 2018: Čebela na cvetu in v svetu: ob prvem svetovnem dnevu čebel in 80-letnici Slovenske akademije znanosti in umetnosti, Ljubljana: Slovenska matica
- 2020: Poezija konteksta VI. Pesnjenje v vojaški suknji in proti njej (1515-1918) : monografija z antologijo vojaških pesmi. Ljubljana : Založba ZRC
- 2021: Vartac - Moja vas (soavtorica Iva Potočnik; Zbirka Glasovi, ZRC SAZU), Založba ZRC
- 2021: Sveta Ciril in Metod v slovenski književnosti in narodnem spominu, Družina (688 strani)
- 2022: Zlato in biseri iz srebrne dežele pod Južnim križem : povzetek o organiziranosti in delovanju slovenskih društev in posameznikov na podlagi nekaterih jubilejnih publikacij iz Argentine in obiska v Argentini 22. 11.-4. 12. 2018 : ob tridesetletnici slovenskega plebiscita 23. 12. 1990 in razglasitvi samostojne Slovenije 25. 6. 1991, h kateri so pomembno pripomogli naši rojaki po svetu
- 2022: Za(s)rti pesnik Anton Žakelj-Rodoljub Ledinski (urednica zbornika z zbranim delom - faksimile)
- 2022: Poezija konteksta VII. Brez križa in imena: pesnjenje na drugi strani med drugo svetovno vojno (1941-1945) in po njej (antologija, ur.), Slovenska matica (536 strani)
- 2023: Poetika slovenske slovstvene folklore: besedna umetnost v koreninah: Ljubljana: Založba ZRC (pionirsko delo o treh vrstah poetik ljudske ustvarjalnosti  na Slovenskem, tj. zvočni, vizualni in kompozicijski)
- 2024: Dar Poljanski dolini: besedna umetnost v porečju Poljanske Sore, s pogledom na Selško in zahod Sorškega polja : ob 1050-letnici Loškega gospostva, 100-letnici smrti Ivana Tavčarja, 10-letnici smrti Branka Berčiča, 10-letnici smrti Vladimira Kavčiča (Škofja Loka, Knjižnica Ivana Tavčarja) (614 strani, z bibliografijo in spremno besedo France Buttolo)
- 2024: Dva pramena slovenske besedne umetnosti: Prepletanje slovstvene folklore in literature od antike do današnjih dni (ZRC)
- 2024: Franc Saleški Finžgar (1871-1962) – župnik, pisatelj, akademik: Celjska Mohorjeva družba (ob podpori SAZU) (urednica)